# Bình Sơn, Phú Riềng
Bình Sơn là một xã thuộc huyện Phú Riềng, tỉnh Bình Phước, Việt Nam.

## Địa lý
Xã Bình Sơn nằm ở phía bắc huyện Phú Riềng, có vị trí địa lý:
- Phía đông giáp thị xã Phước Long
- Phía tây giáp xã Long Bình và xã Long Hưng
- Phía nam giáp thị xã Phước Long và xã Bình Tân
- Phía bắc giáp huyện Bù Gia Mập.

Xã có diện tích 25,91 km², dân số năm 2009 là 3.027 người, mật độ dân số đạt 117 người/km².

## Lịch sử
Trước đây, Bình Sơn là một xã thuộc huyện Phước Long cũ, được thành lập vào ngày 28 tháng 3 năm 2007 trên cơ sở điều chỉnh 4.368 ha diện tích tự nhiên và 7.612 người của xã Bình Phước cũ.
Ngày 11 tháng 8 năm 2009, Chính phủ ban hành Nghị quyết số 35/NQ-CP. Theo đó:
- Thành lập xã Long Giang trên cơ sở điều chỉnh 980,84 ha diện tích tự nhiên và 3.097 người của xã Sơn Giang; 1.236,73 ha diện tích tự nhiên và 1.406 người của xã Bình Sơn
- Điều chỉnh 540,17 ha diện tích tự nhiên và 3.803 người của xã Bình Sơn về thị xã Phước Long mới thành lập (nay là một phần phường Long Phước)
- Đổi tên huyện Phước Long thành huyện Bù Gia Mập.

Sau khi điều chỉnh địa giới hành chính, xã Bình Sơn còn lại 2.591,10 ha diện tích tự nhiên và 3.027 người, trực thuộc huyện Bù Gia Mập.
Ngày 15 tháng 5 năm 2015, huyện Bù Gia Mập được chia thành hai huyện Bù Gia Mập và Phú Riềng, xã Bình Sơn trực thuộc huyện Phú Riềng như hiện nay.